# Liste der Monuments historiques in Moyenvic
Die Liste der Monuments historiques in Moyenvic führt die Monuments historiques in der französischen Gemeinde Moyenvic auf.

## Liste der Objekte
| Bezeichnung   | Beschreibung                | Standort                                              | Kennzeichnung | Schutzstatus | Datum | Bild |
| ------------- | --------------------------- | ----------------------------------------------------- | ------------- | ------------ | ----- | ---- |
| Orgel         | Haupteintrag für PM57001102 | in der Kirche St-Pient-St-Agent-et-Ste-Colombe (Lage) | PM57001101    | Inscrit      | 2002  |      |
| Orgelprospekt | im 16. Jahrhundert gebaut   | in der Kirche St-Pient-St-Agent-et-Ste-Colombe (Lage) | PM57001102    | Inscrit      | 2002  |      |
| Grabstein     | Kalkstein, 1653             | in der Kirche St-Pient-St-Agent-et-Ste-Colombe (Lage) | PM57001103    | Inscrit      | 2002  |      |